# CARNet
Хорватська академічна і дослідницька мережа (хорв. Hrvatska akademska i istraživačka mreža , CARNet) — національна дослідницька та освітня мережа, створена в Хорватії в 1991 році. Проект фінансується з державного бюджету; офіси CARNet відкриті в Загребі і в п'яти інших містах країни. CARNet була створена як проект Міністерства науки і техніки Республіки Хорватії; в березні 1995 року уряд Республіки Хорватія прийняв Постанову про заснування установи CARNet з метою «полегшення прогресу і розвитку як окремих осіб, так і суспільства в цілому, за допомогою використання нових інформаційних технологій». Діяльність CARNet може бути розділена на три основні області: надання доступу в Інтернет, заохочення розвитку інформаційного суспільства та «освіта в нову епоху».

## Місія, бачення і фундаментальні цінності

### Місія
Місія CARNet полягає в сприянні розвитку «інформаційно-зрілого» (digitally mature) суспільства.

### Бачення
Досягнення поставленої мети передбачається за допомогою комплексної інформатизації системи освіти і науки в Республіці Хорватія, а точніше: розвитку передової і загальнодоступної інформаційної інфраструктури, сприяючи прогресу за допомогою надання електронних послуг та електронного контенту, сприяння забезпеченню безпеки в мережі інтернет в Республіці Хорватії і в балканському регіоні в цілому, заохочення новаторства і передового досвіду користувачів у використанні передових інформаційних і комунікаційних технологій, налагодження надійного та відповідального партнерства з користувачами (шляхом застосування і обміну знаннями та досвідом, а також — сприяння розробці правових основ використання інформаційно-комунікаційних технологій в хорватській системі освіти і науки.
CARNet проголошує своїми цінностями «відповідальність, ініціативність, цілеспрямованість, повноту і відкритість».

## Історія

### Установа
3 жовтня 1991 року в Хорватії був створений орган, відповідальний за координацію створення хорватської навчальної комп'ютерної мережі. Дана подія стала точкою відліку в роботі Хорватської науково-дослідницької мережі (CARNet), яка стала першим провайдером інтернет-послуг (ISP) в країні. У наступні кілька років CARNet була єдиним провайдером інтернет-послуг в Хорватії, надаючи доступ в мережу безкоштовно — причому, не тільки академічній спільноті, а й усім громадянам республіки.
У листопаді 1992 року було встановлено перше міжнародне комунікаційне з'єднання, яке підключило CARNet в Загребі до австрійської мережі: тим самим Хорватія увійшла до всесвітньої комп'ютерної мережі Інтернет.
Протягом 1992 року було закуплено перше обладнання для побудови мережі CARNet. Державні установи в Хорватії були підключені до мережі і отримали доступ зі швидкістю від 19 до 200 кбіт/с, а вся мережа була підключена до інтернету через Австрію — зі швидкістю в 64 кбіт/с. Першими інститутами, підключеними до CARNet і інтернету в цілому, були Університетський обчислювальний центр (Srce), факультет електротехніки та обчислювальної техніки в Загребі, Інститут Руджера Бошковича, факультет науки, факультет електротехніки, машинобудування і військово-морський архітектури в Спліті, інженерний факультет в Рієці, економічний факультет в Осієку і саме Міністерство науки і техніки Хорватії. У перші місяці 1993 року CARNet була призначена відповідальною за адміністрування доменів верхнього рівня (.hr). У жовтні 1994 року CARNet почала пропонувати своїм користувачам перші інтернет-курси і з часом навчання користувачів стало одним з найважливіших видів діяльності CARNet.

### Мережа
У 1996 році базова мережа CARNet була модернізована за рахунок впровадження технології ATM, яка дозволила передавати зображення і звук в реальному часі зі швидкістю 155 Мбіт/с.
У січні 1997 року перша дистанційна лекція в Хорватії була організована через ядро мережі CARNet — вона пройшла між ректоратом університету в Осієку і факультетом електротехніки та обчислювальної техніки в Загребі. 1 грудня 2001 року була введена в експлуатацію загальноєвропейська науково-дослідницька мережа GÉANT і CARNet була пов'язана з нею.
У співпраці з Університетським обчислювальним центром, в 2003 році, CARNet запустила проект Giga CARNet для використання гігабітних технологій при створенні високоякісної інфраструктури для установ, що були її членами (факультетів і дослідницьких інститутів). В рамках проекту Giga, в лютому 2004 року, CARNet була підключена через мережу GÉANT до двох більш швидкісних сполучень з аналогічними академічними та дослідницькими мережами в Європі і в усьому світі (зі швидкістю 1,2 Гбіт/с замість колишніх 622 Мбіт/с).
Як необхідна вимога для подальшої співпраці CARNet зі світовими академічними та дослідницькими спільнотами, в червні 2007 року швидкість підключення CARNet до мережі GÉANT була збільшена до 10 Гбіт/с.